# Kafr Chaszir
Kafr Chaszir (arab. كفر خاشر) – wieś w Syrii, w muhafazie Aleppo. W 2004 roku liczyła 246 mieszkańców.